# Порбандар (округ)
Порбандара (англ. Porbandar, гудж. પોરબંદર જિલ્લો) — округ в штаті Гуджарат в Індії. Адміністративний центр — місто Понбандар. Площа - 2294 км². Відоме тим, що в ньому народився великий борець за свободу своєї країни (Індії) Магатма Ганді.